# Natri metatitanat
Natri metatitanat là hợp chất hóa học có công thức Na2TiO3. Hợp chất này bị phân hủy khi xử lý bằng nước nóng. Tên natri metatitanat cũng đề cập không chính xác đến hợp chất natri trititanat (Na2Ti3O7).

## Sản xuất
Natri metatitanat có thể được sản xuất bằng cách đun nóng titan dioxide và natri cacbonat ở 1000 °C:
TiO2 + Na2CO3 → Na2TiO3 + CO2